# Морской (Краснодарский край)
Морско́й — посёлок в Ейском районе Краснодарского края. Входит в состав Ейского городского поселения.

## География
Расположен в примерно 2,5 км на запад от города Ейска (от городской застройки, микрорайон Военный Городок). Окружающая местность — степь. До побережья Азовского моря (Таганрогский залив) примерно 500 м (по дороге). На юг от посёлка расположен военный аэродром Ейск (от крайних домов до границы аэродрома примерно 500 метров).

## Инфраструктура
Между посёлком и морем ведётся застройка — коттеджный посёлок, в котором работает аквапарк «Глубина».

## Транспорт
До посёлка Морской ходит городской автобус, маршрут №1.

## Население
| 2002 | 2010 |
| ---- | ---- |
| 455  | ↘447 |